# Дворец Мотешицких

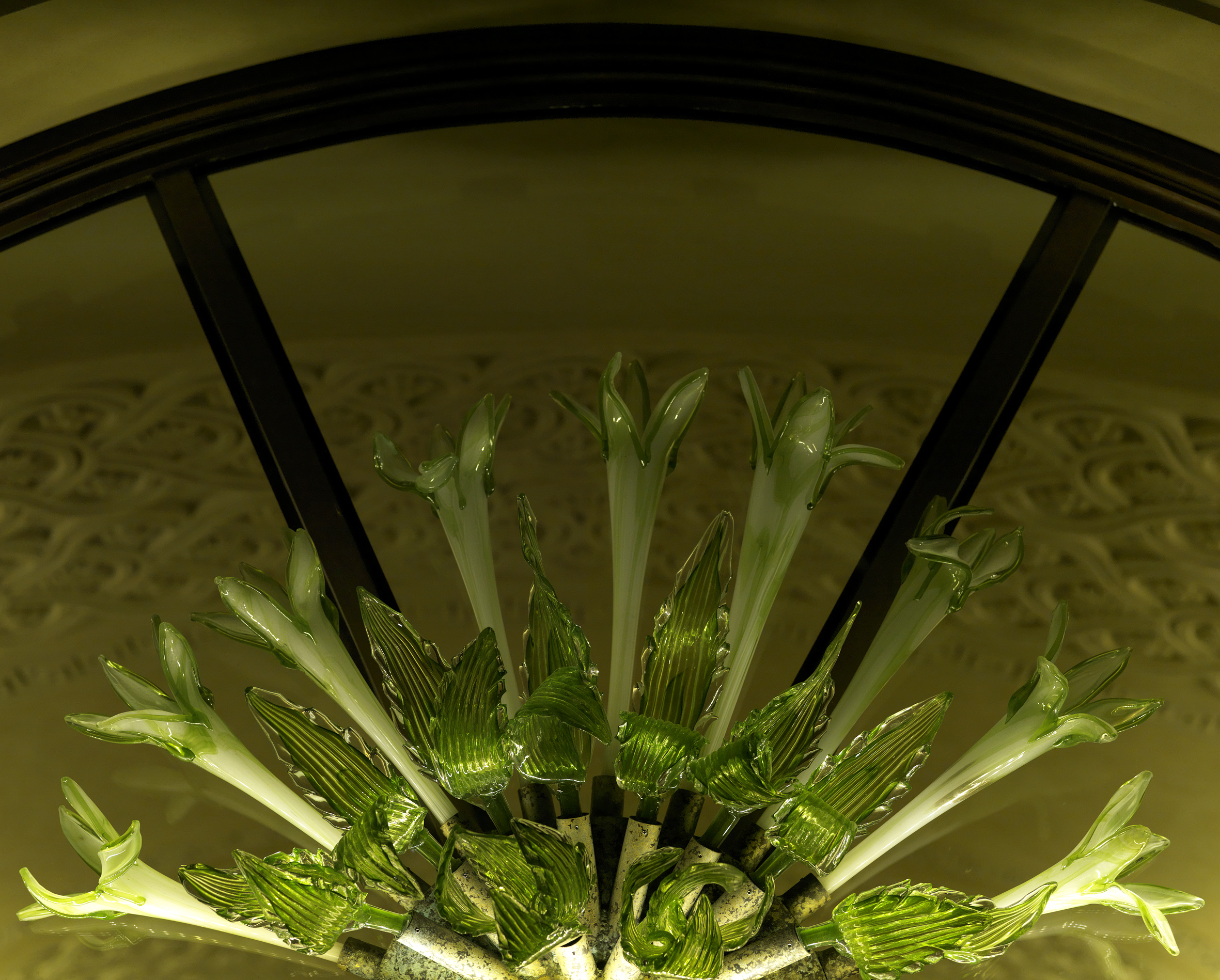
Украшение над входом в здание — зеленая лилия

Дворец Мотешицких (словац. Palác Motešických) — национальный культурный памятник Словакии, расположен в глубине пешеходной зоны по улице Горького и Лауринска в Братиславе, построен в 1840-е годы.

## История
На месте сегодняшнего дворца Мотешицких во времена средневековья стояла самая известная Пресбургская (Братиславская) гостиница «У дивэго мужа». Во время королевских коронаций и заседаний парламента здесь размещались наиболее важные гости столицы. В более поздний период там жил картограф Самуил Миковини, создатель Братиславского меридиана, на основе которого возникли первые карты округов Венгрии.
Существующий в настоящее время дворец был построен в 1840-е годы семьей баронов Мотешицких. В нём было расположено казино и клуб верховой езды, где встречались представители высшей знати. В 2010 году после полной реконструкции дворец возвратили к жизни.

## Реконструкция
Кропотливая и трудоемкая реконструкция продолжалась семь лет. Трудности в ведении реконструкции были вызваны тем, что в историческом центре города существует много ограничений на ведение строительных работ. Несмотря на работу в таких условиях, все-таки удалось спасти это национальное культурное наследие начала XIX века. При реставрации было стабилизировано здание, под ним построен подземный гараж, в здании устроены вакуумные подъёмники на третий и четвёртый этаж жилой части здания, охлаждаемые потолки.
Архитектор, художник и дизайнер Борек Шипек (Borek Šipek), который работал для музеев Голландии на реконструкции Пражского замка, создал для дворца Мотешицких специальный символ — распустившиеся цветы лилии. Выступая из освещенного участка стеклянной скульптуры на фасаде здания, они также являются частью праздничного освещения в интерьере здания.
В отреставрированном здании располагается отель.